# Guerra llampec
Guerra llampec o guerra-llampec (de l'alemany Blitzkrieg) és una tàctica bèl·lica ofensiva que pretén obtenir una victòria decisiva amb un atac localitzat, ràpid i limitat en el temps del conjunt de forces mecanitzades terrestres i aèries amb la finalitat de desballestar profundament la capacitat militar, econòmica o política de l'enemic. La va usar principalment la Wehrmacht en les campanyes dels primers anys de la Segona Guerra Mundial, especialment en les invasions de Polònia i França.

## Tàctiques inicials

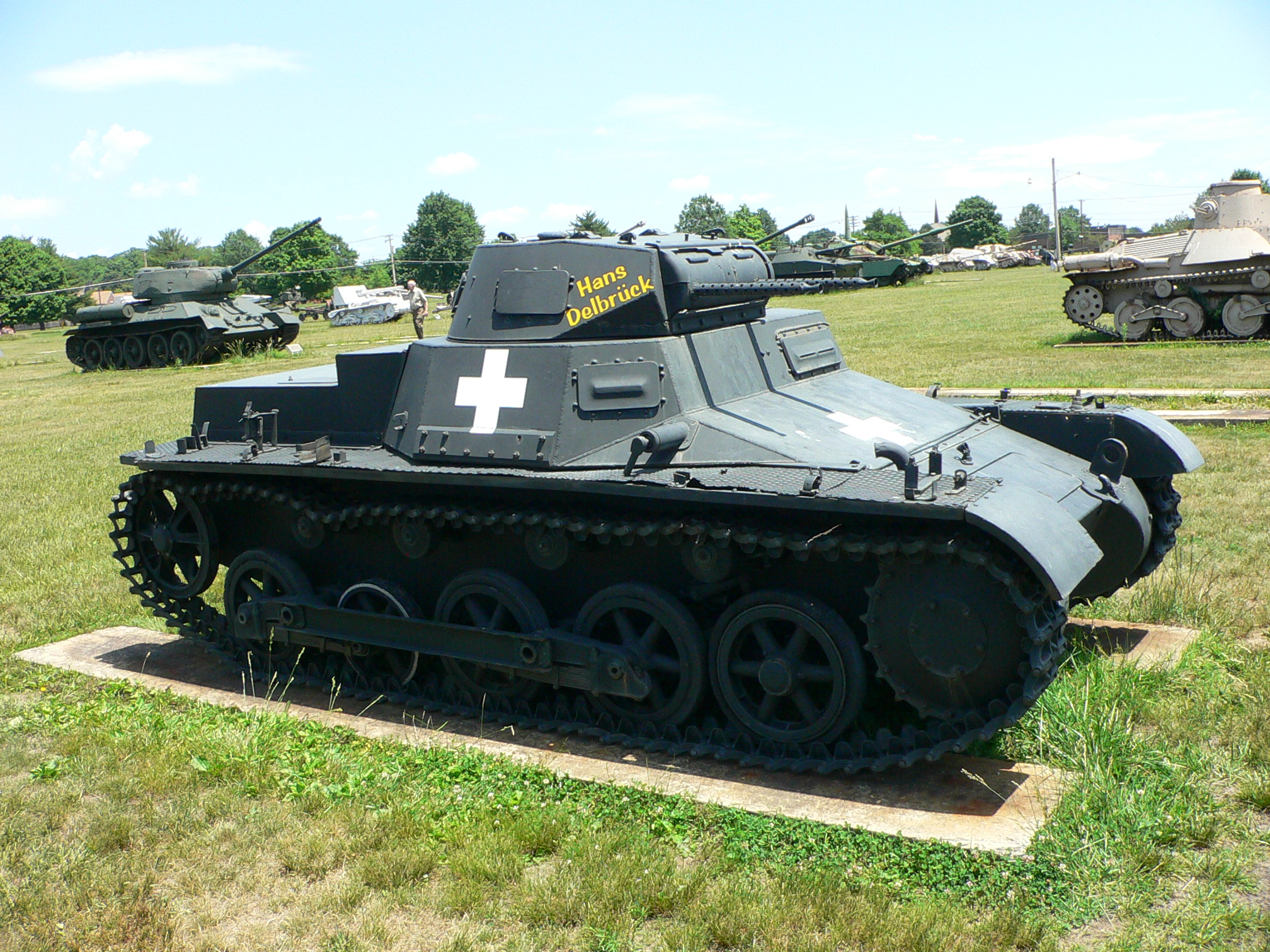
Els blindats eren la punta de llança de la guerra llampec.

La guerra llampec buscava accions decisives, i la concepció del focus (Schwerpunkt) com el punt de concentració de l'esforç de combat es desenvolupava de manera que les unitats Panzer i la Luftwaffe només es feien servir en l'atac a aquest punt. Un cop aconseguit l'èxit en el focus, una petita força trencava la línia i guanyava l'avantatge de lluitar des de la rereguarda.
L'atac necessitava un atac previ de les forces aèries, que havien de buscar la superioritat aèria atacant els avions en terra, bombardejant els aeroports o eliminant l'aviació enemiga en l'aire.
Per aconseguir trencar la línia en un punt, la infanteria —o, no tan sovint, els blindats (es podien reservar per a moviments posteriors)– atacava la línia defensiva ajudada per foc d'artilleria i bombardeig aeri per fer un forat en la línia defensiva per on travessarien totes les forces motoritzades. Llavors, la força atacava els flancs per distanciar-se en l'anomenat moviment de frontissa, a partir de la qual es maniobrava endavant contra les línies de defensa, en el moviment de palanca.
Com a element final, es feia servir la infanteria aerotransportada rere les línies enemigues per alterar-ne les activitats i prendre posicions importants.

## Paràlisi
Havent aconseguit trencar les línies enemigues i penetrar a la rereguarda, les forces alemanyes intentaven paralitzar la defensa i la presa de decisions de l'adversari movent-se més de pressa que ell. Les forces mecanitzades explotaven les febleses de l'oponent i actuaven abans no pogués preparar una resposta.
Les forces mecanitzades podien actuar més de pressa que no pas les de l'enemic per la seva superior mobilitat, i per millorar-ne l'efectivitat es requeria que totes les accions empreses per les forces alemanyes es fessin recollint informació, prenent decisions i fent arribar les ordres als subordinats ràpidament per dur a terme l'acció. El control de l'operació era flexible: els comandants rebien les directrius de les operacions i ells mateixos decidien les millors accions per completar-les. Al cap, se li reduïa la càrrega de comandament, que es repartia entre el comandants; això els donava iniciativa i permetia que les decisions importants es prenguessin amb rapidesa i es transmetessin verbalment.

## Fase final
La fase final de la batalla, el calderó, consistia en l'atac a les forces encerclades, i és en aquest moment quan es provocaven la majoria de baixes, especialment captura de presoners i armes.

## L'ús en combat
La guerra llampec es va posar en pràctica amb èxit en la Campanya de Polònia i la batalla de França, ja que el sistema defensiu es basava en defenses estàtiques. Però, en l'Operació Barbarroja, la invasió de la Unió Soviètica no va funcionar tan bé com s'esperava, perquè els soviètics van fer servir la tàctica de l'eriçó. Aquesta darrera tàctica comporta un esplegament en profunditat, cessió del pas als enemics per esquivar les concentracions defensives, millora de les armes antitancs, reforçament dels flancs i atac a l'inici de l'atac enemic per anul·lar-ne l'artilleria.
Posteriorment, la superioritat aèria aliada i la dificultat per construir nous blindats va limitar la capacitat ofensiva alemanya.